# Paweł Leszkowicz
Paweł Leszkowicz (* 17. prosince 1970) je polský historik umění, kurátor, vysokoškolský pedagog; držitel doktorátu z historie (obor dějiny umění). Působí jako profesor na katedře moderního umění Ústavu dějin umění Univerzity Adama Mickiewicze v Poznani, přednáší také na Univerzitě umění v Poznani. Je členem polské sekce Mezinárodní asociace výtvarných kritiků (AICA).

## Život
Leszkowicz studoval dějiny umění, genderová studia a žurnalistiku na Univerzitě Adama Mickiewicze v Poznani a na Courtauldově institutu umění v Londýně a byl stipendistou Fulbrightovy nadace na New School University v New Yorku. V roce 2000 obhájil na Univerzitě Adama Mickiewicze v Poznani doktorskou práci o Helen Chadwickové. Kurátor mj. výstavy soukromé umělecké sbírky Grażyny Kulczyk] a výstavy Ars Homo Erotica (2010) v Národním muzeu ve Varšavě.
Ve své akademické práci se zabývá dějinami současného umění, vizuální kulturou, sexualitou, teorií a kurátorskou praxí.
Dne 10. května 2014 uzavřel Paweł Leszkowicz na brightonské radnici v Regency Room v Brightonu homosexuální sňatek se svým životním partnerem Tomaszem Kitlińskim (doktor filozofie, odborný asistent na Ústavu filozofie Filozoficko-sociologické fakulty UMCS). Před sňatkem spolu oba muži žili 19 let v neformálním homosexuálním vztahu.
Leszkowicz je aktivistou za práva LGBT hnutí. Společně se svým partnerem Tomaszem Kitlińskim se podílel na polských kampaních za zviditelnění leseb a gayů Let Them See Us a Equal in Europe. Je členem polské Strany zelených.